# إمبراطورية الضوء
إمبراطورية الضوء (بالإنجليزية: Empire of Light)‏ هو فيلم دراما رومانسي من تأليف وإخراج سام ميندز وبطولة أوليفيا كولمان، مايكل وارد، توم بروك، توبي جونز وكولين فيرث، من المقرر عرضه في الولايات المتحدة في 9 ديسمبر 2022.

## روابط خارجية
- إمبراطورية الضوء على موقع IMDb (الإنجليزية)
- إمبراطورية الضوء على موقع ميتاكريتيك (الإنجليزية)
- إمبراطورية الضوء على موقع روتن توميتوز (الإنجليزية)
- إمبراطورية الضوء على موقع ألو سيني (الفرنسية)
- إمبراطورية الضوء على موقع أول موفي (الإنجليزية)
- إمبراطورية الضوء على موقع فيلمافينيتي (الإسبانية)
- إمبراطورية الضوء على موقع قاعدة بيانات الأفلام السويدية (السويدية)
- إمبراطورية الضوء على موقع قاعدة بيانات الفيلم (الإنجليزية)
- إمبراطورية الضوء على موقع ليتربوكسد (الإنجليزية)
- إمبراطورية الضوء على موقع كينوبويسك (الروسية)

لم يتم العثور على روابط لمواقع التواصل الاجتماعي.